# هلند نو

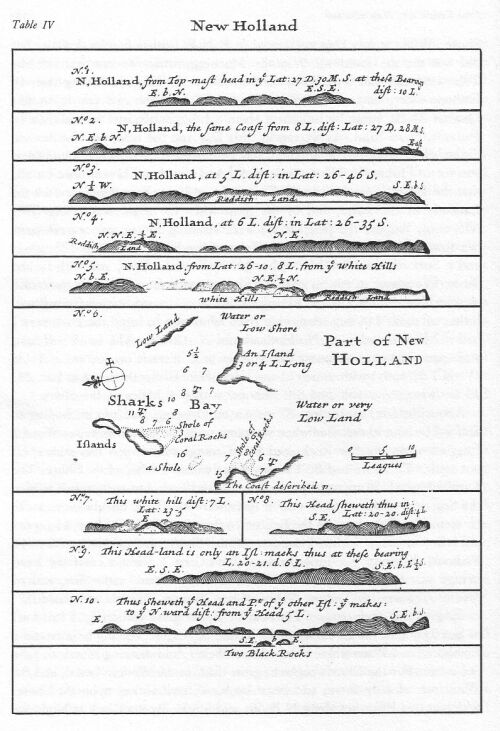
نقشه‌ای از هلند نو از ویلیام دامپیر در سال ۱۶۹۹ میلادی

هلند نو نامی است که دریانوردان هلندی در قرن هفدهم میلادی به سرزمین استرالیا دادند.
دریانوردانی از هلند در پی اکتشاف سرزمین‌های نو و افزودن بر مستعمره‌های این کشور، در اوائل قرن هفدهم راهی سرزمینهای جنوبی آسیا شدند. اینان در سال ۱۶۰۶ م. شبه جزیره کیپ یورک (Cape York Peninsula) در شمال کوئینزلند را اکتشاف کردند و کم‌کم به سمت غرب استرالیا رفته و ساحل این مناطق را نیز درنوردیده و ثبت کردند. در سال ۱۶۴۴، آبل تاسمان فرمانده دریانوردان هلندی، نام این سرزمین را هلند نو (New Holland) گذاشت و آن را از سرزمینهای مستعمره هلند قلمداد کرد. اما هلندی‌ها علاقه چندانی به سکونت در هُلند نو نشان ندادند و آن را کم ارزش دانستند.
انگلیسی‌ها به فرماندهی کاپیتان کوک در سال ۱۷۷۰ به شرق استرالیا رسیده و در سال ۱۷۸۸ با تأسیس مستعمره ولز جنوبی جدید، این بخش را از هلند نو جدا کردند. نام هلند نو تا بیش از پانزده دهه به کار می‌رفت تا این که در سال ۱۸۲۴ عنوان این سرزمین به استرالیا تغییر یافت.